# 367392 Zeri
367392 Zeri è un asteroide della fascia principale. Scoperto nel 2008, presenta un'orbita caratterizzata da un semiasse maggiore pari a 2,9957920 au e da un'eccentricità di 0,2146198, inclinata di 11,16695° rispetto all'eclittica.
È dedicato a Federico Zeri, celebre storico e critico d'arte italiano.